# Fernando Zunzunegui (Fußballspieler)
Fernando Zunzunegui Rodríguez (* 5. Oktober 1943 in Vigo; † 28. August 2014) war ein spanischer Fußballspieler.

## Sportlicher Werdegang
Zunzunegui begann seine Karriere in seiner Geburtsstadt bei Celta de Vigo. Für den seinerzeitigen Zweitligisten debütierte er 1963 im Alter von 19 Jahren in der Segunda División. In der Spielzeit 1963/64 etablierte sich der junge Verteidiger als Stammspieler und machte alsbald höherklassig auf sich aufmerksam.
Im Sommer 1965 wechselte Zunzunegui zu Real Madrid, wo er jedoch über ein Jahr auf sein Pflichtspieldebüt warten musste und anschließend kaum über die Rolle eines Ergänzungsspielers hinauskam. Nachdem er in der Spielzeit 1966/67 mit sechs Saisoneinsätzen zum Meistertitel beigetragen hatte, war er in der folgenden Spielzeit, in der er 26 von 30 Partien unter der Leitung von Miguel Muñoz auf dem Spielfeld stand, über weite Strecken Stammkraft. Anschließend rückte er jedoch wieder vermehrt ins zweite Glied uns bestritt in den folgenden drei Jahren jeweils knapp die Hälfte der Ligaspiele. Dennoch stand er im Endspiel um den Europapokal der Pokalsieger 1970/71 sowohl im regulären Finale als auch im Wiederholungsspiel in der Abwehrreihe neben José Luis, Gregorio Benito und Ignacio Zoco, verpasste aber den Europapokaltriumph. In der Spielzeit 1971/72, die er mit seinem vierten Meisterschaftsgewinn mit den Madrilenen beendete, absolvierte er noch zwei Spiele.
Im Herbst 1973 verließ Zunzunegui nach 112 Spielen für Real Madrid, davon 76 in der Meisterschaft, die Primera División und wechselte zu UD Levante. In Valencia spielte er noch eine Saison in der Segunda División.